# 周輿
周輿（1413年—1458年），字廷參，號心齋，直隸松江府華亭縣人，軍籍，明朝政治人物。

## 生平
少年恬静，刻苦问学。及长，无书不通，而尤精于史，至终卷默诵不遗。庐陵孙鼎在松江教授时，门下有十才子，舆居其首。正統十二年（1447年），周舆参加丁卯科應天鄉試，中式第一名。景泰二年（1451年）成辛未科二甲第二名進士。选翰林院庶吉士，授编修。为人孝友，居丧庐墓三年，不入公府。卒年四十六，葬于佘山。

## 家族
曾祖父周彥才。祖父周士瞻，曾任雄縣知縣。父亲周季臨。